# Cratere Barrera
Barrera  è un cratere sulla superficie di Venere. Deve il suo nome ad Oliva Sabuco de Nantes Barrera, scrittrice e filosofa spagnola.